# آرمسترانگ وایتورس ای‌دابلیو.۶۸۱
آرمسترانگ وایتورس ای‌دابلیو. ۶۸۱ (به انگلیسی: Armstrong Whitworth AW.681) یک هواپیمای ساختِ کارخانهٔ هاوکر سیدلی در کشور بریتانیا است.